# Lotniskowce typu Nimitz
Lotniskowce typu Nimitz – typ amerykańskich lotniskowców z napędem atomowym, które zaczęto wprowadzać do służby w 1975 roku. Są to największe okręty wojenne świata, które tworzą w chwili obecnej trzon sił nawodnych Marynarki Wojennej Stanów Zjednoczonych.

## Historia
Pierwszy z nich USS Nimitz – nazwany tak na cześć admirała Chestera Nimitza, dający nazwę całej klasie wszedł do służby w 1975 roku. Od tego czasu zwodowano ogółem 10 okrętów tego typu. Jako ostatni w tej klasie zbudowano USS „George H.W. Bush”, którego oddano do służby 10 stycznia 2009 roku. Po nim ma pojawić się typ przejściowy (Gerald R. Ford), a następnie zupełnie nowa generacja lotniskowców. Obecnie 10 z 11 amerykańskich lotniskowców będących w służbie czynnej to okręty typu Nimitz.

## Zadania i lotnictwo pokładowe
W czasie pokoju lotniskowce stanowią czynnik odstraszający i służą do demonstracji siły. W wypadku walk mogą zarówno prowadzić operacje zwalczania floty przeciwnika, chronić własne lub sojusznicze okręty i statki handlowe, jak i zapewniać panowanie w powietrzu i wykonywać uderzenia na cele lądowe. W czasach powojennych marynarka USA nie miała okazji do konfrontacji z żadnym przeciwnikiem zdolnym wydać jej bitwę morską lub powietrzną, tak więc rola lotniskowców ogranicza się raczej do zapewniania ruchomej bazy lotniczej, którą można przesunąć w dowolne miejsce globu.
Ze względu na swoje rozmiary okręty te są w stanie przyjąć dużą liczbę samolotów różnych typów, co zapewnia im wszechstronność. Skład skrzydła bojowego jest dostosowywany do misji. Standardowa obsada wielozadaniowa jest mieszanką F/A-18 Hornetów, F/A-18 Super Hornetów, EA-6 Prowlerów, E-2 Hawkeye’ów i SH-60 Seahawków i liczy około 60 maszyn. Może jednak być zastąpiona bardziej wyspecjalizowaną grupą samolotów lub śmigłowców, a liczba maszyn może być zwiększana w zależności od okrętu do około 85–130 sztuk.
Kojarzone z lotniskowcami samoloty, takie jak A-6 Intrudery, F-14 Tomcaty czy S-3 Vikingi, już wycofano ze służby liniowej.

## Dane
Występują znaczne różnice pomiędzy poszczególnymi okrętami, zwłaszcza w wyposażeniu elektronicznym. CVN-71 i następne czasami opisywane są jako „typ Theodore Roosevelt”.
- Wyporność pełna: 72 700 ton dla pierwszych czterech jednostek; 81 600 ton standardowa wyporność – maksymalna wyporność bojowa do 102 000 ton (CVN-71 i późniejsze)
- Długość: 317,0 m na linii wodnej
- Długość: 332,8 m całkowita
- Szerokość: 40,8 m na linii wodnej
- Szerokość: 76,8 m całkowita (od CVN-71: 78,4 m)
- Zanurzenie: 11,3 m
- Szybkość: 30+ węzłów (prawdopodobnie więcej, ale dane nt. napędu atomowego nie są udostępniane oficjalnie)
- Napęd: 2 reaktory nuklearne A4W/A1G (ich żywotność obliczono teoretycznie na 13 lat)
- Zasięg: nieograniczony (teoretycznie 5 000 000+ mil morskich w ciągu 20 lat)
- Windy: 4
- Katapulty: 4 parowe typu C13-1
- Załoga: 3300 marynarzy i 3000 obsługi lotniczej (maksymalnie 6300 osób)
- Uzbrojenie: rakiety Sea Sparrow, działka Phalanx i wyrzutnie RAM, zależnie od okrętu.
- Systemy elektroniczne: patrz poszczególne okręty
- Lotnictwo: 85+ (maksymalnie 130)

## Okręty typuNimitz
| Oznaczenie                | Nazwa                  | Zdjęcie       | Odznaka       | Wodowanie            | Wejście do służby    | Port macierzysty                                  | Źródło        |
| podtyp Nimitz             | podtyp Nimitz          | podtyp Nimitz | podtyp Nimitz | podtyp Nimitz        | podtyp Nimitz        | podtyp Nimitz                                     | podtyp Nimitz |
| ------------------------- | ---------------------- | ------------- | ------------- | -------------------- | -------------------- | ------------------------------------------------- | ------------- |
| CVN-68                    | „Nimitz”               |               |               | 13 maja 1972         | 3 maja 1975          | Naval Base Kitsap, Bremerton                      | [ 1 ]         |
| CVN-69                    | „Dwight D. Eisenhower” |               |               | 11 października 1975 | 18 października 1977 | Naval Station Norfolk, Norfolk                    | [ 2 ]         |
| CVN-70                    | „Carl Vinson”          |               |               | 15 marca 1980        | 13 marca 1982        | Naval Air Station North Island, San Diego         | [ 3 ]         |
| podtyp Theodore Roosevelt |                        |               |               |                      |                      |                                                   |               |
| CVN-71                    | „Theodore Roosevelt”   |               |               | 27 października 1984 | 25 października 1986 | Naval Air Station North Island, San Diego         | [ 4 ]         |
| CVN-72                    | „Abraham Lincoln”      |               |               | 13 lutego 1988       | 11 listopada 1989    | Naval Station Norfolk, Norfolk                    | [ 5 ]         |
| CVN-73                    | „George Washington”    |               |               | 21 lipca 1990        | 4 lipca 1992         | Naval Station Norfolk, Norfolk                    | [ 6 ]         |
| CVN-74                    | „John C. Stennis”      |               |               | 11 listopada 1993    | 9 grudnia 1995       | Naval Base Kitsap, Bremerton                      | [ 7 ]         |
| CVN-75                    | „Harry S. Truman”      |               |               | 7 września 1996      | 25 lipca 1998        | Naval Station Norfolk, Norfolk                    | [ 8 ]         |
| podtyp Ronald Reagan      |                        |               |               |                      |                      |                                                   |               |
| CVN-76                    | „Ronald Reagan”        |               |               | 4 marca 2001         | 12 lipca 2003        | United States Fleet Activities Yokosuka, Yokosuka | [ 9 ]         |
| CVN-77                    | „George H.W. Bush”     |               |               | 9 października 2006  | 10 stycznia 2009     | Naval Station Norfolk, Norfolk                    | [ 10 ]        |